# نور الحق علومي
نور الحق علومي (ولد 15 أغسطس 1941) هو سياسي أفغاني، شغل منصب وزير الداخلية من 2015 إلى 2016، وعمل عضوًا في مجلس الشعب من 2005 إلى 2010 ممثلاً لقندهار. أسس وقاد الحزب الوطني المتحد الأفغاني، وهو حزب صغير يساري وعلماني في أفغانستان وعضو في الائتلاف الوطني الأفغاني. خدم علومي في الجيش الأفغاني سابقاً كعضو في فصيل برجم من الحزب الديمقراطي الشعبي الأفغاني خلال الحرب الأهلية الأفغانية (1989–1992)، وترك الخدمة مع رتبة فريق. كان مرشحًا في الانتخابات الرئاسية الأفغانية 2019.